# María Teresa Bustos y Salamanca
María Teresa Bustos y Salamanca (1778 - 1816) fue una revolucionaria durante las Guerras de independencia hispanoamericanas a inicios del siglo XIX.

## Biografía
Nació en Cinti, cerca de La Plata, sus padres fueron Lorenzo Bustos y Evarista Aldave Salamanca Foronda. Se casó el 3 de septiembre de 1798 con Joaquín Lemoine con quien tuvo una vasta descendencia, incluyendo a Fortunato, Indalecia, Hipólito, Calixta, Victoriano, Joaquín, Jacinto, Eulogio y Locadia.
Junto a su esposo se unió al movimiento revolucionario del 25 de mayo de 1809 en La Plata, ella donó sus joyas a esta causa, logrando derrocar al presidente de la Real Audiencia de Charcas, Ramón García de León y Pizarro. Cuando la revolución fue derrotada por un ejército al mando del general Vicente Nieto, ella fue arrestada y condenada a muerte. Conmutada su pena, se le incautaron todos sus bienes, que llegaban a la enorme cantidad de 60,000 pesos. Fue desterrada a Lagunillas en compañía de sus hijos y como parte del castigo debieron dirigirse a ese pueblo a pie.
Cuando la revolución vuelve a triunfar, María Teresa regresa a la ciudad de La Plata vistiendo un uniforme militar, tras la derrota en la Batalla de Sipe Sipe en 1815 es arrestada nuevamente y enviada a la ciudad de Oruro. Permanece arrestada hasta 1818, cuando se la condena a ser fusilada. Varios soldados ingresaron a la celda que ella compartía con varios prisioneros y les fueron disparando uno a uno, María Teresa fue la única a la que se le perdonó la vida y fue liberada.
Meses después llegó a La Plata pero su salud estaba muy debilitada por el cautiverio, además el ver el fusilamiento de sus compañeros la aturdió mentalmente y perdió la razón. María Teresa Bustos y Salamanca murió el 30 de octubre de 1818 en La Plata, pobre y sumida en la locura. Sus hijos fueron criados por la caridad de los ciudadanos.